# イルジー・ノヴァーク
イルジー・ノヴァーク（Jiří Novák, 1924年9月5日 - 2010年9月10日）は、チェコスロバキア（チェコ）のヴァイオリン奏者。
パルドゥビツェ州ホルニー・イェレニー出身。4歳のころからヴァイオリンを弾き、1929年にプラハに移住してプラハ音楽院でヴァイオリンを教えていたカレル・ホフマンに弟子入りしたが、ホフマンが病に倒れたためエミール・ライヒナーの下でヴァイオリンの学習を続けた。1939年からインジフ・フェルドの下で研鑽を積み、音楽院卒業後はしばらくヴァーツラフ・ターリヒ指揮下のチェコ室内管弦楽団でコンサートマスターの座をヨゼフ・ヴラフと分け合った。1947年からスメタナ弦楽四重奏団に第一ヴァイオリン奏者として加わり、四重奏団の解散までその席を温めた。1969年からプラハ音楽院で後進の指導にも当たった。
プラハにて没。